# Methylococcus capsulatus
Methylococcus capsulatus  (лат.) — облигатно метанотрофный грамотрицательный кокк рода Methylococcus, использует метан в качестве единственного источника углерода, использование метана ингибируется присутствием ионов аммония.
Бактерии этого вида способны также использовать метанол, формальдегид и муравьиную кислоту. Принимают участие в процессе круговорота углерода на планете, используя газообразный метан для своей жизнедеятельности. Уникальным ферментом, осуществляющим первую стадию окисления метана является метанмонооксигеназа, присутствующая в клетках Methylococcus capsulatus в двух формах: растворимой и мембраносвязанной, представляющей собой содержащий медь трёхсубъединичный фермент. Способны к фиксации атмосферного азота, способны к нитрификации (при помощи растворимой и мембраносвязанной метанмонооксигеназы, не имеющей строгой специфичности к субстрату) и денитрификации. Являются аэробами и синтезируют цитохромы. Способны синтезировать стеролы.

## Геном
Геном Methylococcus capsulatus представлен кольцевой двуцепочечной молекулой ДНК размером 3304561 п.н., содержащей 3052 гена, из которых 2956 кодируют белки, процент % Г+Ц пар составляет 63 %. Геном специализирован для метанотрофии и содержит генетическую информацию, ответственную за излишние метаболические пути, предположительно являющиеся ключевыми в метанотрофии, и повторяющиеся гены метанмонооксигеназ. Также выяснено, что экспрессия метанмонооксигеназы контролируется ионами меди.

## Применение
За счёт своей способности использовать метан как единственный источник углерода, а также окислять такие ксенобиотики, как трихлорэтилен, перспективно использование Methylococcus capsulatus в биоремедиации, также микроорганизм может использоваться в микробиологическом синтезе некоторых химикатов и биотрансформации.

### Пища
Бактерия уже используется для производства кормов для животных. В 1999 году топливно-энергетическая компания Statoil (ныне Equinor) открыла фабрику по изготовлению кормов на основе биопротеина из природного газа с объёмом выпуска ~10 000 тонн в год.
Тем не менее, фабрика закрылась в 2006 из-за низких цен на корма и повышения цен на газ.
В 2016 году американская биотехническая компания Calysta открыла в Англии фабрику производства корма для рыб с объёмом производства около 100 тонн в год..
Другая биотех-фирма Unibio также в 2016 году открыла в Дании фабрику по производству корма для животных с мощностью ~80 тонн в год.